# Chaima Sidaoui
Pour les articles homonymes, voir Sidaoui.
Chaima Sidaoui, née le 4 mai 2004, est une judokate tunisienne.

## Carrière
En 2024, Chaima Sidaoui remporte la médaille de bronze dans la catégorie des moins de 57 kg aux Jeux africains à Accra puis la médaille d'argent par équipe mixte aux championnats d'Afrique au Caire.
En 2025, elle remporte la médaille de bronze dans la catégorie des moins de 52 kg aux championnats d'Afrique à Abidjan.

## Palmarès
| Année | Compétition                           | Lieu                    | Catégorie | Médaille |
| ----- | ------------------------------------- | ----------------------- | --------- | -------- |
| 2019  | Coupe d’Afrique U21                   | Tunis (Tunisie)         | −57 kg    | Argent   |
| 2023  | African Open                          | Alger (Algérie)         | −57 kg    | Argent   |
| 2024  | Jeux africains                        | Accra (Ghana)           | −57 kg    | Bronze   |
| 2024  | Championnats d’Afrique (équipe mixte) | Le Caire (Égypte)       | Équipe    | Argent   |
| 2025  | African Open                          | Tunis (Tunisie)         | −57 kg    | Argent   |
| 2025  | Championnats d’Afrique                | Abidjan (Côte d'Ivoire) | −52 kg    | Bronze   |